# 슈부어한트

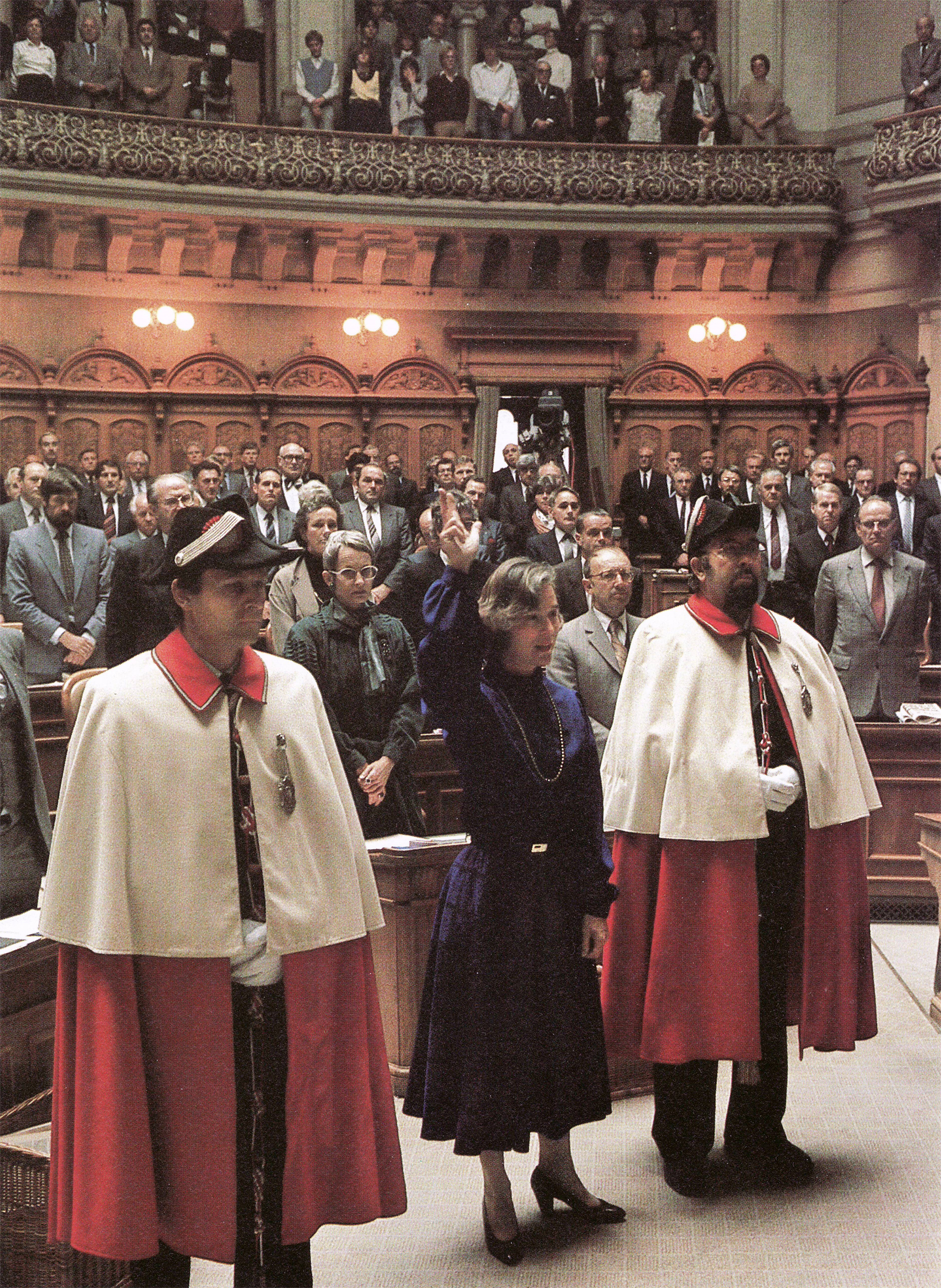
1984년 엘리자베트 코프가 스위스 연방평의회 위원으로 선출된 후 취임 선서

슈부어한트(Schwurhand, "맹세하는 손", 네덜란드어: spreekgebaar)는 게르만족이 거주하는 유럽과 인접 국가에서 법원, 공직, 또는 취임 선서 시에 사용되는 전통적인 제스처이자 (제스처를 묘사하는) 문장학적 도형이다. 오른손을 들어 집게손가락과 가운뎃손가락을 위로 뻗고, 나머지 두 손가락은 손바닥 쪽으로 구부린다. 엄지손가락은 약간 구부리거나 들어 올린다.

## 전통적 사용
이 제스처의 사용은 수세기 전으로 거슬러 올라간다. 바티칸 시국의 교황청 스위스 근위대 신병들은 1527년 로마 약탈 이후 매년 5월 6일에 거행되는 행사에서 교황에게 충성 서약을 할 때 이 사인을 사용한다. 세 손가락을 사용하는 것은 성삼위를 상징한다고 한다.

### 스위스에서
13세기 스위스 서약동맹의 전설적인 건국 맹세인 뤼틀리 서약의 묘사에는 참가자들이 이 제스처를 사용하는 모습이 나타난다. 스위스 연방의회와 스위스 연방평의회에서 선출된 사람들은 전통적으로 취임 선서를 할 때 슈부어한트를 사용한다('맹세합니다'라고 말한다).

## 문장학적 사용

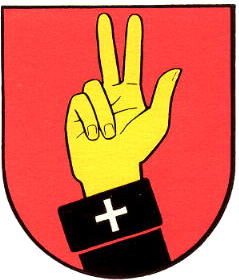
곰미스발트, 스위스 (2012년까지)
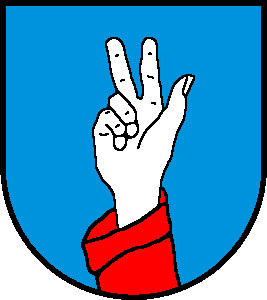
겜펜, 스위스
안얄라, 핀란드
그레스토르프, 스웨덴
홈메르츠하우젠, 독일
오버암머가우, 독일
하일리겐크로이츠 수도원, 오스트리아

## 군사적 사용

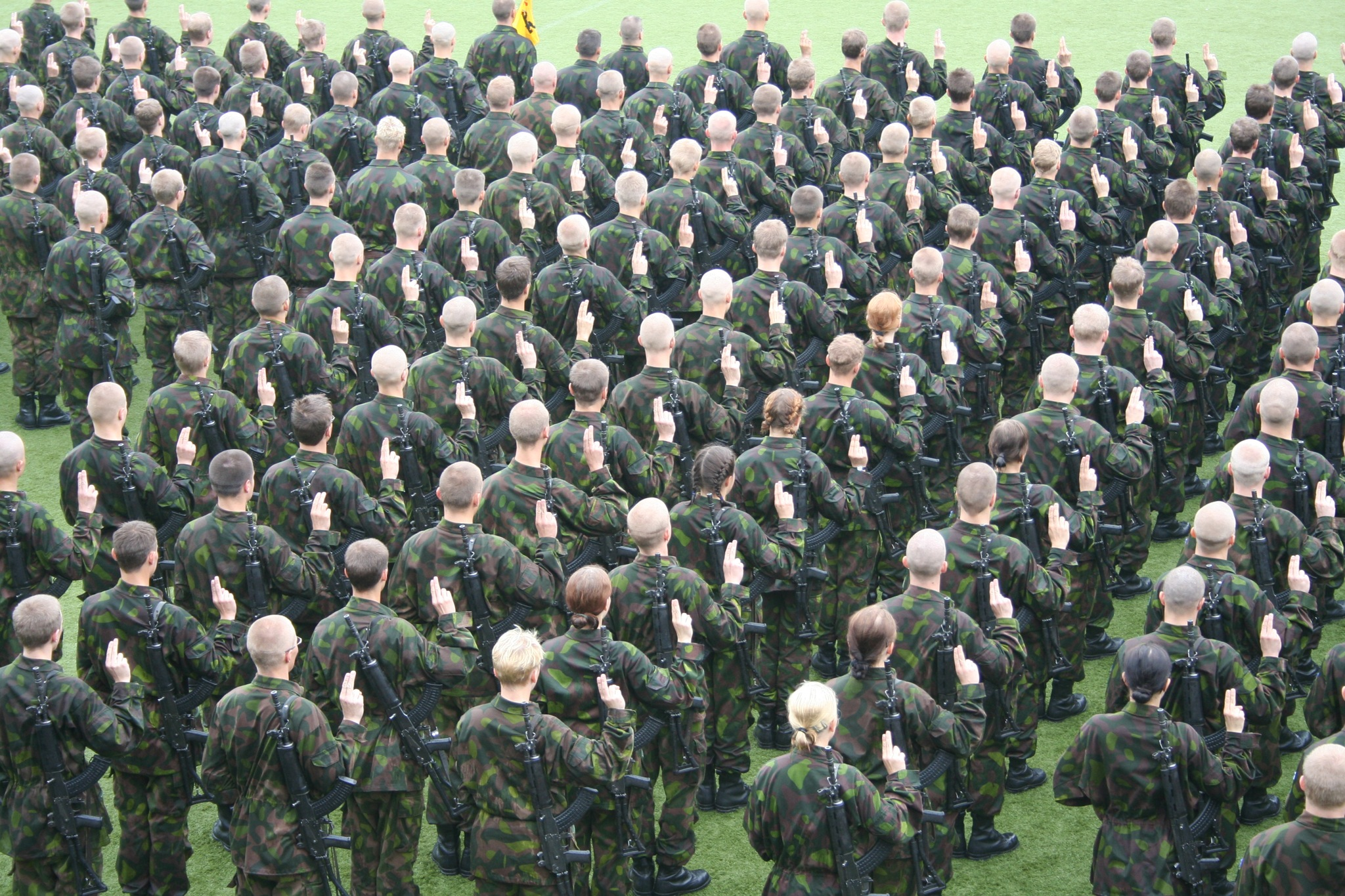
2005년 군사 선서를 하는 핀란드 징집병 및 자원 군복무 여성
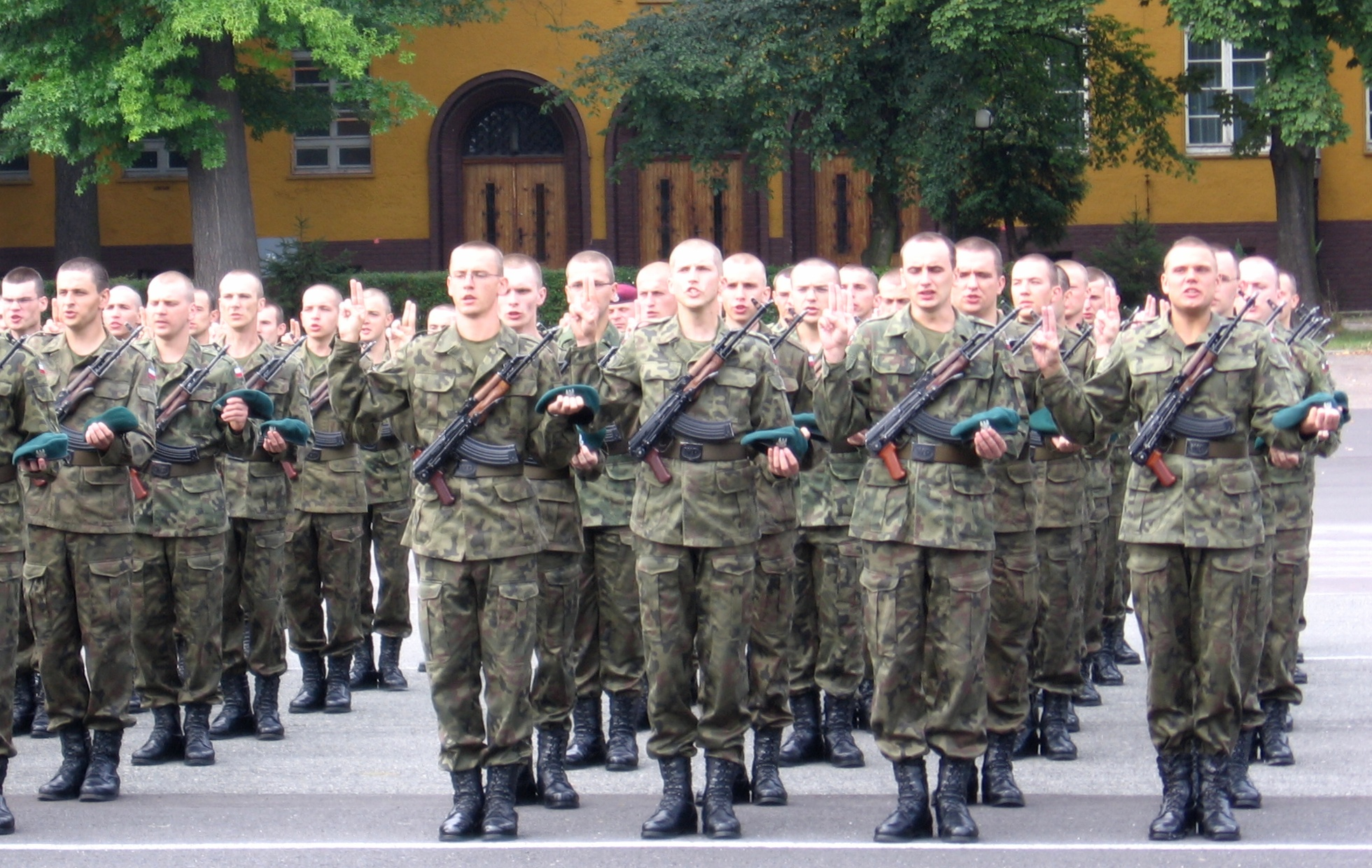
선서를 하는 폴란드 군 신병
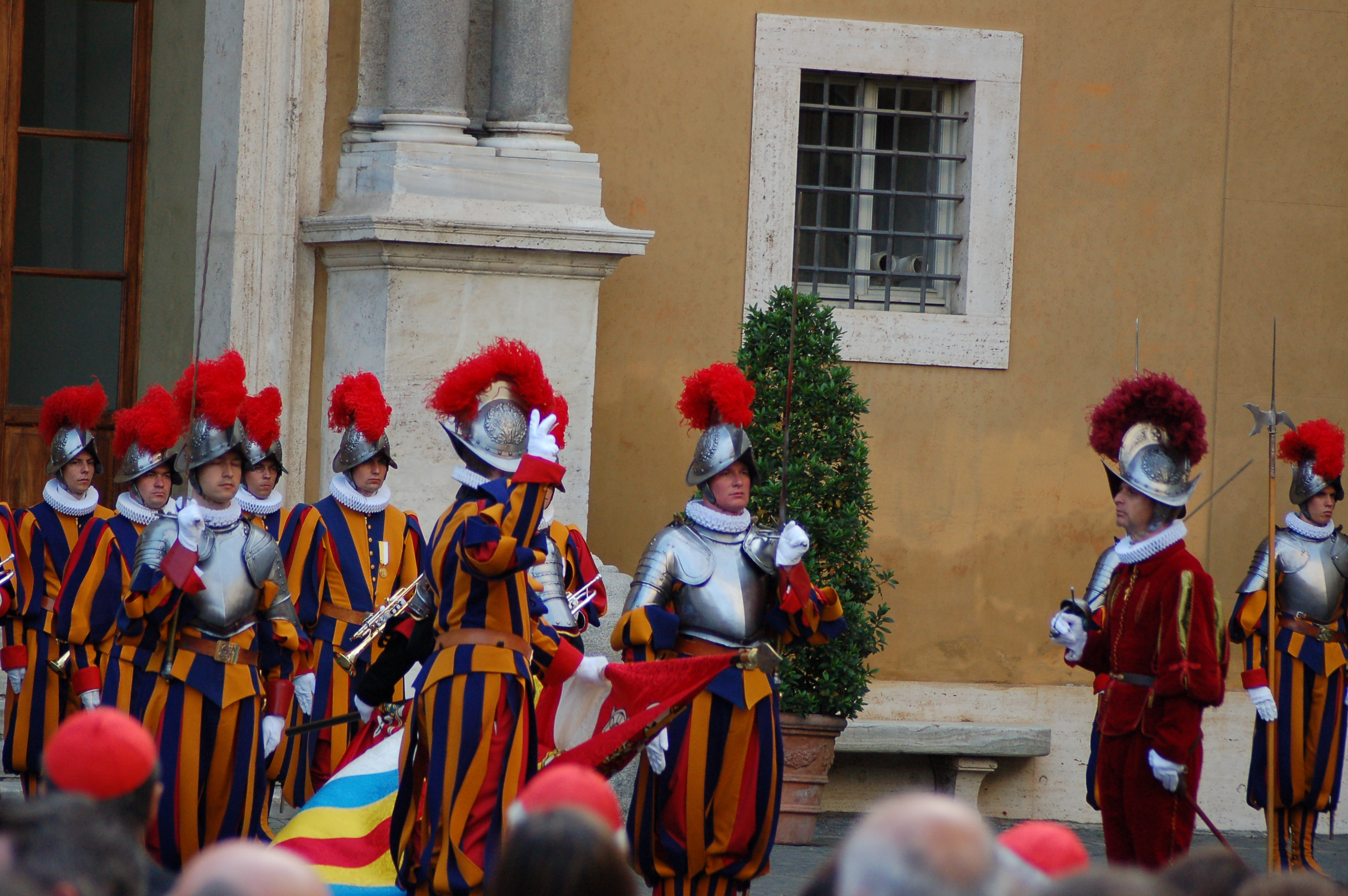
선서를 하는 스위스 근위대 신병
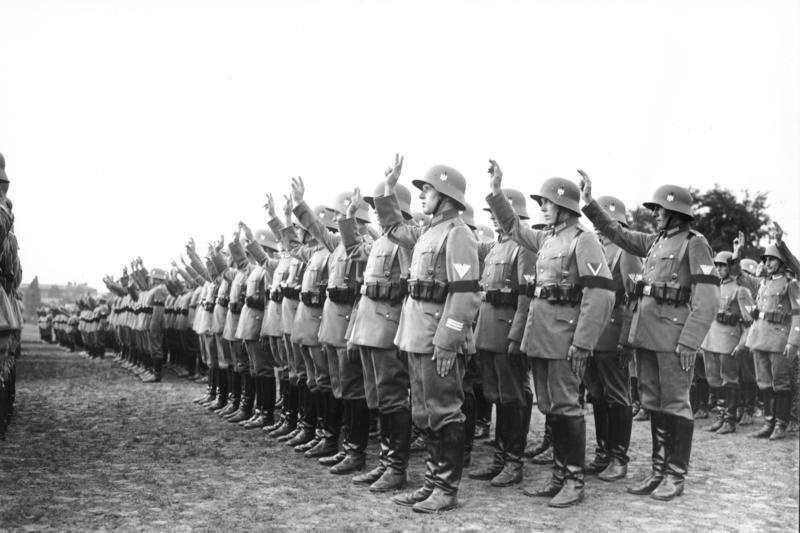
1934년 독일 국가방위군 병사들이 히틀러에게 충성 맹세를 하는 모습

## 같이 보기
- 축복기도
- 손 제스처 (선서)
- 세 손가락 경례 (세르비아)